# École de Chios (mathématiques)
Pour l’article homonyme, voir École de Chios (sculpture).
L'École de Chios (ou École de Chio) est une école de mathématiques fondée autour des mathématiciens grecs antiques Œnopide et Hippocrate de Chios au Ve siècle av. J.-C. sur l'île de Chios.